# 솔로몬 이븐 가비롤

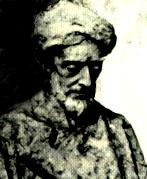

솔로몬 이븐 가비롤(Solomon ibn Gabirol) 또는 이븐 가비롤은 11세기 알안달루스 시인이자 신플라톤주의 전통의 유대교 철학자이다. 100개가 넘는 시와 철학, 풍자:xxv 작품들을 냈다.
19세기에 중세 번역가들은 가비롤의 이름을 아비케브론(Avicebron) 또는 아벤케브롤(Avencebrol)이라는 라틴어 이름을 사용했다. 한 출전에 따르면 가비롤은 가정 가사를 위해 골렘(여성으로 추정)을 만들었다.